# Kațiveli
Kațiveli (în ucraineană Кацівелі) este o așezare de tip urban din orașul regional Ialta, Republica Autonomă Crimeea, Ucraina. În afara localității principale, nu cuprinde și alte sate.

## Demografie
Componența lingvistică a așezării de tip urban Kațiveli
     Rusă (90,88%)
     Ucraineană (8,81%)
     Alte limbi (0,15%)
Conform recensământului din 2001, majoritatea populației așezării de tip urban Kațiveli era vorbitoare de rusă (90,88%), existând în minoritate și vorbitori de ucraineană (8,81%).